# Anversa degli Abruzzi
Anversa degli Abruzzi is een gemeente in de Italiaanse provincie L'Aquila, regio Abruzzen en telt 413 inwoners (31-12-2004). De oppervlakte bedraagt 31,7 km², de bevolkingsdichtheid is 14 inwoners per km². De gemeente is bekend om het natuurreservaat Gole del Sagittario. De patroonheilige van de gemeente is Sint Marcellus, paus van Rome, gevierd op 16 januari.

## Anversa in kunst en cultuur
In 1905 werd het dorp bezocht door de dichter Gabriele D'Annunzio in gezelschap van de filoloog Antonio De Nino uit Sulmona, een gepassioneerde ontdekker van het Romeinse verleden van de Abruzzen en omgeving. D'Annunzio was onder de indruk van de trieste decadentie van de adellijke familie Di Sangro en de ruïnes van het Normandische kasteel, en schreef de tragedie La fiaccola sotto il moggio (Italiaans voor De fakkel onder de korenmaat) die zich daar afspeelt: de "fiaccola" uit de titel is in feite de hoge, dunne ruïne van het Normandische kasteel.
Voor de film Scusate se esisto! uit 2014, waarin de hoofdpersoon in het dorp opgroeit, werden enkele  scènes in Anverso opgenomen.

## Geschiedenis
Dankzij de vele begraafplaatsen die er zijn ontdekt, kan worden gesteld dat de oorsprong van het dorp zeer oud is. Het gaat terug tot de bronstijd. De stad werd eerst veroverd door de Noormannen, die er een fort bouwden, vervolgens door de Aragonezen en ten slotte door de familie Di Sangro, die tot in de 19e eeuw over Anversa degli Abruzzi heerste. Al in 1187 bestond hier een rechtbank voor burgerlijke zaken en misdrijven. 
Het Normandische kasteel, waarvan nu alleen nog ruïnes over zijn, werd in 1406 gebouwd door Antonio di Sangro. Onder het patronaat van graaf Gianvincenzo Belfrato werd hier in 1539 de Accademia letteraria degli Addormentati opgericht, de eerste academie in de Abruzzen. Deze bleef bestaan tot 1631. Het portaal van de kerk Madonna delle Grazie uit de 16e eeuw herinnert ons er nog aan.
Helaas werd het gebied aan het begin van de twintigste eeuw meerdere malen getroffen door aardbevingen, waarbij een deel van het historische centrum werd verwoest.

## Demografie en bezienswaardigheden
Anversa degli Abruzzi telt ongeveer 214 huishoudens. In 1901 bedroeg het aantal inwoners 1.934. Sindsdien daalde dit aantal sterk. Het aantal inwoners daalde in de periode 1991-2001 met 1,8%.
De gemeente staat bekend om het literaire park D'Annunzio, dat in 2002 werd opgericht, om het natuurreservaat en om de integriteit van het middeleeuwse dorp, waardoor het een plaats op de lijst van mooiste dorpen van Italië heeft gekregen.

## Symbolen
Het wapen en de vlag werden verleend bij decreet van de president van de Republiek van 11 oktober 1983. Dit is de streek van de Marsi, en Marsus was een oude slangenbezweerder en magiër.

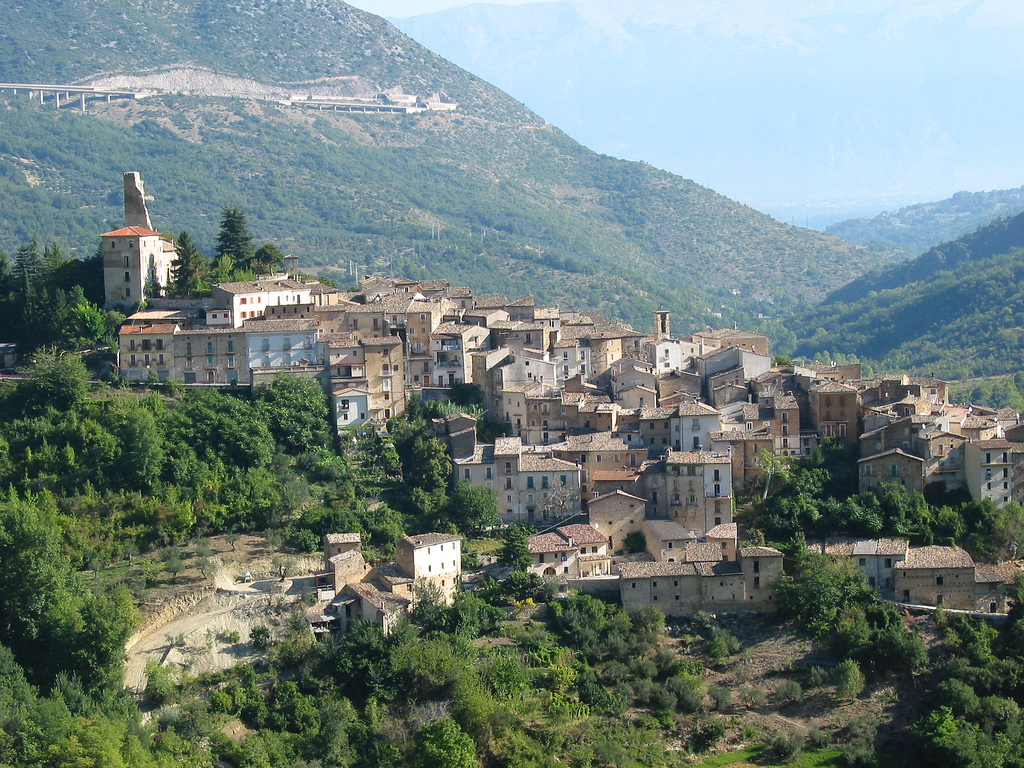
Foto van de gemeente Anversa_degli_Abruzzi

| inwoneraantal 1991                        | inwoneraantal 2001 |
| ----------------------------------------- | ------------------ |
| 439                                       | 431                |
| Cijfers tienjaarlijkse volkstelling ISTAT |                    |

Acciano · Aielli · Alfedena · Anversa degli Abruzzi · Ateleta · Avezzano · Balsorano · Barete · Barisciano · Barrea · Bisegna · Bugnara · Cagnano Amiterno · Calascio · Campo di Giove · Campotosto · Canistro · Cansano · Capestrano · Capistrello · Capitignano · Caporciano · Cappadocia · Carapelle Calvisio · Carsoli · Castel del Monte · Castel di Ieri · Castel di Sangro · Castellafiume · Castelvecchio Calvisio · Castelvecchio Subequo · Celano · Cerchio · Civita d'Antino · Civitella Alfedena · Civitella Roveto · Cocullo · Collarmele · Collelongo · Collepietro · Corfinio · Fagnano Alto · Fontecchio · Fossa · Gagliano Aterno · Gioia dei Marsi · Goriano Sicoli · Introdacqua · L'Aquila · Lecce nei Marsi · Luco dei Marsi · Lucoli · Magliano de' Marsi · Massa d'Albe · Molina Aterno · Montereale · Morino · Navelli · Ocre · Ofena · Opi · Oricola · Ortona dei Marsi · Ortucchio · Ovindoli · Pacentro · Pereto · Pescasseroli · Pescina · Pescocostanzo · Pettorano sul Gizio · Pizzoli · Poggio Picenze · Prata d'Ansidonia · Pratola Peligna · Prezza · Raiano · Rivisondoli · Rocca Pia · Rocca di Botte · Rocca di Cambio · Rocca di Mezzo · Roccacasale · Roccaraso · San Benedetto dei Marsi · San Benedetto in Perillis · San Demetrio ne' Vestini · San Pio delle Camere · San Vincenzo Valle Roveto · Sant'Eusanio Forconese · Sante Marie · Santo Stefano di Sessanio · Scanno · Scontrone · Scoppito · Scurcola Marsicana · Secinaro · Sulmona · Tagliacozzo · Tione degli Abruzzi · Tornimparte · Trasacco · Villa Sant'Angelo · Villa Santa Lucia degli Abruzzi · Villalago · Villavallelonga · Villetta Barrea · Vittorito
1. ↑  https://demo.istat.it/?l=it.